# Gladstone Adams
Gladstone Adams (16 de mayo de 1880 - 26 de julio de 1966) fue un fotógrafo británico, conocido por la invención del limpiaparabrisas, aunque la primera patente para un dispositivo de limpieza del parabrisas controlado desde el interior del automóvil se le otorgó a la estadounidense Mary Anderson en noviembre de 1903. Presidió el Consejo del Distrito Urbano de la localidad de Whitley Bay (Northumberland), en la costa noreste de Inglaterra. Como miembro del Real Cuerpo Aéreo, alcanzó el rango de capitán.

## Semblanza
Adams nació en 1880 en Newcastle y asistió a la Academia Gosforth. Trabajó como aprendiz en Tynemouth con el fotógrafo William Auty, y abrió su propio estudio en 1904.
En abril de 1908, condujo hasta Crystal Palace Park en un automóvil Darracq-Charron de 1904 para ver el partido de fútbol entre el Newcastle y el Wolverhampton en la final de la FA Cup. Era tan novedoso ver un automóvil en aquellos días que lo pusieron en el escaparate de una sala de exhibición de automóviles mientras estuvo allí, provocando una gran expectación. En el camino de regreso tras presenciar la final de copa, se encontró con el problema de la nieve que caía sobre el parabrisas, que le obligaba a parar y salir del coche cada cierto tiempo para limpiarla. Esta experiencia lo llevó a inventar el limpiaparabrisas. En abril de 1911 patentó el diseño de un limpiaparabrisas con Sloan & Lloyd Barnes, agentes de patentes de Liverpool. Sin embargo, la versión de Gladstone del limpiaparabrisas nunca se fabricó. Su prototipo original se puede ver en el Museo Discovery de Newcastle.
Durante la Primera Guerra Mundial, Adams sirvió en el Real Cuerpo Aéreo, el precursor de la RAF, como oficial de reconocimiento fotográfico. Una de sus misiones fue comprobar la muerte y luego organizar el entierro del Barón Manfred von Richthofen, el 'Barón Rojo' cuando se supo que su avión había sido derribado. Cuando estalló la Segunda Guerra Mundial, Adams tenía sesenta años y era demasiado mayor para el servicio activo. Sin embargo, se unió al Cuerpo de Entrenamiento Aéreo de Whitley Bay, y el trofeo que entregaba a los cadetes todavía se otorga cada año, y lleva su nombre, la "Copa Gladstone Adams".
Gladstone era fotógrafo profesional y tenía dos estudios, uno en Barras Bridge en Newcastle y el otro en el nº 18 de Station Road, en Whitley Bay, que todavía está en pie y ahora es un estudio de técnicas audiovisuales llamado PB Imaging. Fue el primer fotógrafo oficial del club de fútbol Newcastle United. Además de dirigir un negocio, Adams también fue concejal local y se convirtió en presidente del consejo del distrito urbano de Whitley Bay. Uno de sus deberes oficiales en ese momento fue asistir a la boda del Duque de Northumberland en la Iglesia de Santa Margarita (Westminster).

## Otras invenciones
Gladstone y su hermano también inventaron el asiento de remo deslizante y los indicadores mecánicos, precursores de las luces intermitentes.